# Fittipaldi FD02
La Copersucar-Fittipaldi FD02 fu una vettura di Formula 1 impiegata nella stagione 1975 da Wilson Fittipaldi.

## Sviluppo
La vettura era la diretta evoluzione della precedente DF01 impiegata per il solo GP d'Argentina.

## Tecnica
Disegnata da Richard Divila e realizzata basandosi su di un telaio monoscocca in alluminio, la vettura era spinta dal tradizionale motore Ford Cosworth DFV V8 gestito da un cambio manuale Hewland FG 400 a cinque marce ed era gommata Goodyear. L'impianto frenante era composto da quattro freni a disco.

## Attività sportiva
Impiegata tra il GP del Brasile e quello di Francia, la FD02 ottenne come miglior piazzamento il dodicesimo posto ottenuto in gara al Gran Premio del Belgio. 